# Mimeusemia accurata
Mimeusemia accurata är en fjärilsart som beskrevs av Swinhoe 1890. Mimeusemia accurata ingår i släktet Mimeusemia och familjen nattflyn. Inga underarter finns listade i Catalogue of Life.